# 정글북 2
《정글북 2》(영어: The Jungle Book 2)는 월트 디즈니 회사에서 1967년 《정글북》의 후속편으로 2003년 2월 14일 출시한 미국의 비디오 영화이다.

## 줄거리
전편의 사건 이후, 모글리는 이제 그를 마을로 유인했던 소녀 샨티와 함께 '인간 마을'에 살고 있으며, 마을 지도자에게 입양되었다. 마을 지도자는 메시루아라는 아내와 란잔이라는 아들을 두고 있다. 그러나 정글의 신나는 삶으로 돌아가고 싶어하는 모글리는 마을 지도자의 지시를 어기고 다른 아이들을 이끌고 강을 건너려 한다. 마을 지도자는 모글리가 자신을 불복종하고 다른 아이들을 위험에 빠뜨린 것에 대해 벌을 주며 저녁 식사 없이 방으로 보낸다.
한편, 정글에서는 발루가 외로움을 느끼고 모글리를 그리워하기 시작한다. 그는 모글리를 데리러 인간 마을로 가지만, 바기라와 하티 대령과 그의 무리는 그를 막으려 한다. 쉬어 칸은 이전에 자신을 물리쳤던 모글리에 대한 복수를 위해 발루와 바기라가 사는 정글 지역으로 돌아왔고, 독수리들과 그들의 새로운 멤버인 럭키는 놀라워한다.
그날 밤 늦게 발루는 인간 마을에 도착하여 모글리를 다시 정글로 데려간다. 그들이 모르는 사이에 쉬어 칸도 모글리를 찾기 위해 마을에 들어왔다가 마을 주민들에게 공격을 받는다. 이어진 추격전에서 샨티와 란잔은 발루가 모글리를 납치한 광견병에 걸린 동물이라고 믿고 모글리를 구하기 위해 정글로 숨어든다. 카아는 샨티를 먹으려 시도하지만(모글리와 발루와 함께 있을 때 모글리를 먹으려 시도한 후), 란잔이 막대기로 때린다.
바기라는 인간들이 모글리를 찾기 위해 정글을 수색하자(이로 인해 하티와 그의 무리를 포함한 많은 동물들이 겁에 질린다) 모글리의 마을 탈출 소식을 듣고 즉시 발루를 의심한다. 모글리는 발루에게 샨티가 나타나면 그녀를 겁주라고 지시하고, 인간 마을에서의 지루한 삶을 한탄한다. 발루와 모글리는 파티를 위해 킹 루이의 옛 사원(킹 루이는 이사했다)으로 여행한다. 정글 동물들이 샨티와 인간 마을에서의 모글리 삶의 다른 측면을 조롱하자, 모글리는 화가 나서 떠난다. 그는 샨티와 란잔을 찾지만, 발루가 샨티를 겁준다. 모글리가 발루에게 그녀를 겁주라고 명령했다는 진실이 밝혀지자, 샨티와 란잔은 모글리를 버리고 도망친다.
발루는 모글리가 마을 생활을 그리워한다는 것을 깨닫지만, 모글리가 인간 친구들과 다시 만나려 할 때, 그들은 쉬어 칸에게 궁지에 몰리고, 쉬어 칸은 모글리와 샨티를 용암 호수 위에 지어진 버려진 사원으로 쫓아간다. 발루는 바기라에게 란잔을 보호하라고 지시하고 자신은 모글리와 샨티를 구하러 간다. 여러 다른 징을 울려 쉬어 칸을 혼란시킨 후, 샨티의 존재가 쉬어 칸에게 드러난다. 발루는 쉬어 칸을 땅에 쓰러뜨려 모글리와 샨티가 탈출할 시간을 벌지만, 호랑이는 그들을 용암 구덩이를 가로지르는 동상으로 쫓아간다. 쉬어 칸은 동상의 입에 갇히고, 동상은 아래 용암 속 큰 돌 위로 떨어진다.
마침내 쉬어 칸이 좌절되자, 발루는 모글리가 샨티와 란잔과 함께 인간 마을로 돌아가는 것을 허락하기로 결정하고, 바기라는 현명한 결정을 내린 발루를 자랑스럽게 칭찬한다. 인간 마을로 돌아온 모글리는 마을 지도자와 화해하고, 마을 지도자는 정글이 자신의 정체성의 일부라는 것을 이해하지 못했음을 모글리에게 사과한다. 모글리는 인간 마을에서의 새로운 삶을 받아들이고, 아이들은 매일 발루와 바기라를 보기 위해 정글로 돌아온다.

## 기타
- Line PD: 크리스토퍼 체이즈
- 배역: 조 길버트